# Aceitunas (Moca)
Aceitunas es un barrio ubicado en el municipio de Moca en el estado libre asociado de Puerto Rico. En el Censo de 2010 tenía una población de 3098 habitantes y una densidad poblacional de 223,24 personas por km².

## Geografía
Según la Oficina del Censo de los Estados Unidos, Aceitunas tiene una superficie total de 13,88 km², de la cual 13,87 km² corresponden a tierra firme y (0,02%) 0 km² es agua.

## Demografía
Según el censo de 2010, había 3098 personas residiendo en Aceitunas. La densidad de población era de 223,24 hab./km². De los 3098 habitantes, Aceitunas estaba compuesto por el 76,53% blancos, el 14,27% eran afroamericanos, el 0,58% eran amerindios, el 0,26% eran asiáticos, el 6,52% eran de otras razas y el 1,84% pertenecían a dos o más razas. Del total de la población el 99,35% eran hispanos o latinos de cualquier raza.